# Pagare o morire
Pagare o morire (Pay or Die) è un film del 1960 diretto da Richard Wilson e ispirato alla vita del poliziotto italoamericano Joe Petrosino, ucciso da Cosa nostra statunitense per il suo impegno nella lotta alla criminalità organizzata.
La sceneggiatura si basa sul film muto del 1912 The Adventures of Lieutenant Petrosino, di Sidney M. Goldin.

## Trama
Nei primi decenni del Novecento, nella Little Italy di New York iniziano a verificarsi alcuni atti criminosi verso gli immigrati italiani. La polizia investiga su una banda di mafiosi emergente che trae profitto dall'estorsione ai residenti del macroquartiere: la Mano Nera. Alle indagini partecipa anche l'investigatore Joseph Petrosino, detto Joe, di origini italoamericane, che per l'esperienza procuratagli dal vivere a contatto con l'ambiente della sua gente riesce a capire i meccanismi e le reali entità che si celano dietro le attività criminali.
Ma lo stesso dipartimento di polizia non può e non vuole risolvere il problema della mafia: le autorità vengono spesso corrotte dai mafiosi, e alcune di loro sono direttamente colluse e lavorano per conto delle bande mafiose. Il lavoro di smantellamento di queste organizzazioni è quindi più complicato, Petrosino può basarsi su un rapporto di fiducia altalenato da prese forti di decisione e momenti di insicurezza incrollabile verso i colleghi.
Quando le indagini di Petrosino si fanno più intricate, e i legami del mondo sotterraneo più chiari, la mafia dai vertici ancora senza nome realizza un attentato al Metropolitan, nel quale periscono diverse persone. Ma Joe non si dà per vinto e, seguendo l'istinto che gli indica di andare in Italia per trovare la soluzione all'intero problema, parte per Palermo. Qui capisce che si trova il punto cardine dell'intera organizzazione, dove i traffici partono e arrivano.
Mentre si avvicina a scovare il nome dei malavitosi e dell'anonimo capomafia, Petrosino viene ucciso in un agguato per le strade di Palermo.

## Accoglienza

### Critica
Nella recensione per il film eseguita dal modulo cinematografico della Rai, Pagare o morire viene definito come «il primo film di un certo rilievo sulla mafia»; elogiando la recitazione intensa di un Borgnine «inappuntabile e sensibile» nel ruolo del classico investigatore americano.